# Zodarion duriense
Zodarion duriense là một loài nhện trong họ Zodariidae.
Loài này thuộc chi Zodarion. Zodarion duriense được Cardoso miêu tả năm 2003.